# Christian Peintner junior

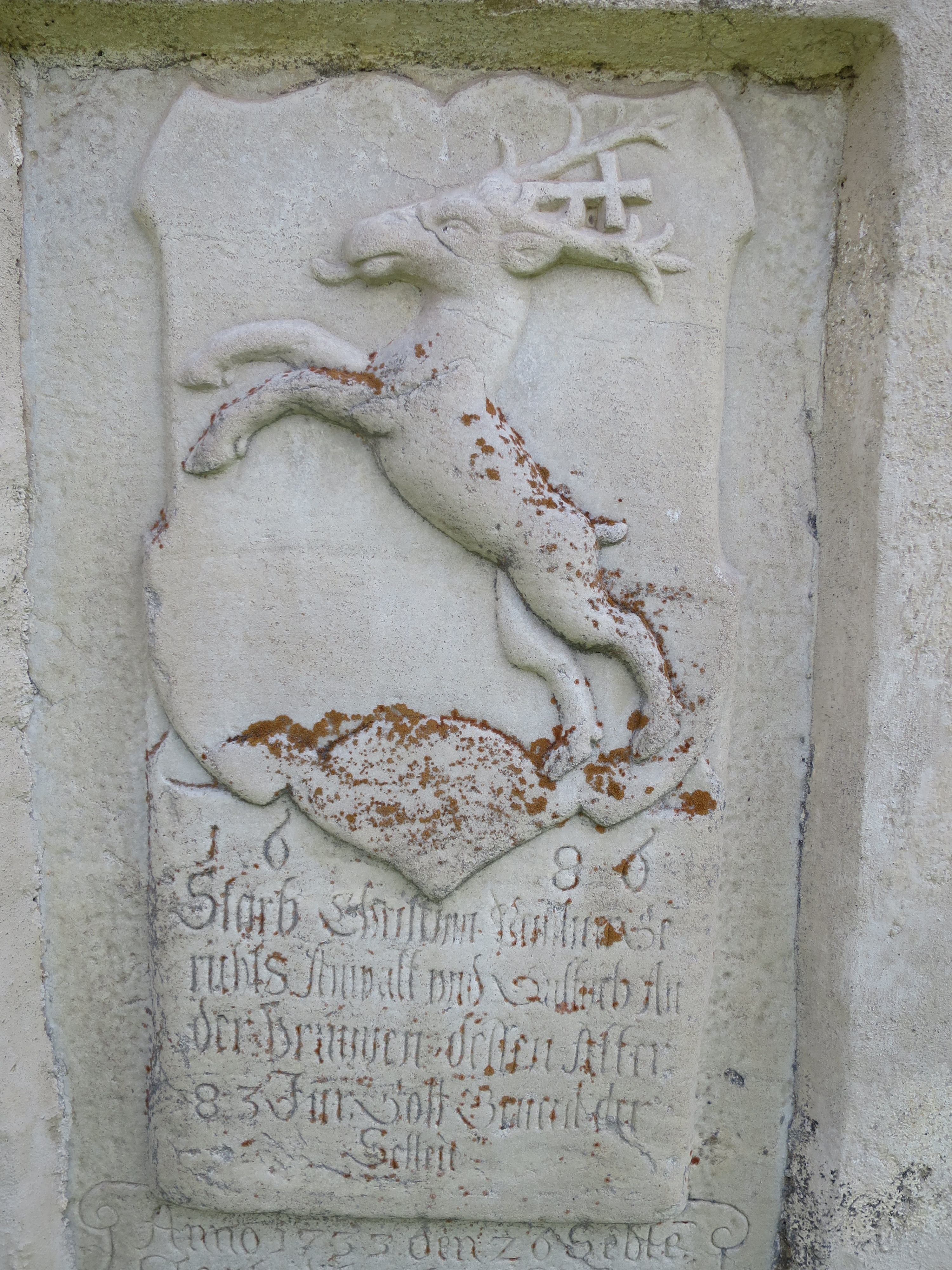
Grabstein für Christian Peintner und seinem gleichnamigen Sohn

Christian Peintner d. J., seit 1707 von Trojensbach (* 1652 in Niedervintl; † 1733 ebenda) war ein Tiroler Gastwirt, Gerichtsanwalt und Zollaufseher, der in den Adelsstand erhoben wurde.

## Leben
Er stammte aus dem alten Pustertaler Geschlecht Peintner. Christian Peintner d. J. war der jüngste Sohn von Christian Peintner d. Ä. aus dessen zweiter Ehe mit Barbara geb. Stolz. Nachdem er 1686 die Güter seines verstorbenen Vaters erbte, führte er in Niedervintl den väterlichen Wirtsbetrieb weiter und bekleidete dort auch das Amt des Zollaufsehers. 1704 erwarb er den sogenannten „Küchenmairhof“ in Niedervintl. Im Jahre 1707 wurde er mit dem Prädikat „von Trojensbach“ von Kaspar Ignaz Graf von Künigl, Fürstbischof von Brixen, geadelt. Es handelte sich um eine von nur 37 Standeserhöhungen in den brixnerischen Hochstiftsadel in der Zeit zwischen 1511 und 1801. Das Prädikat bezog sich dabei auf seinen erworbenen Meierhof in Niedervintl, der den Namen „Trojensbach“ erhielt und zum Edelsitz erhoben wurde. Seine Grabinschrift befindet sich unterhalb des Grabsteines seines Vaters an der alten Pfarrkirche von Niedervintl. Sein Sohn Anton Peintner, der die Linie fortführte, ermöglichte um 1760 den Bau einer neuen Pfarrkirche in Niedervintl.

## Familie

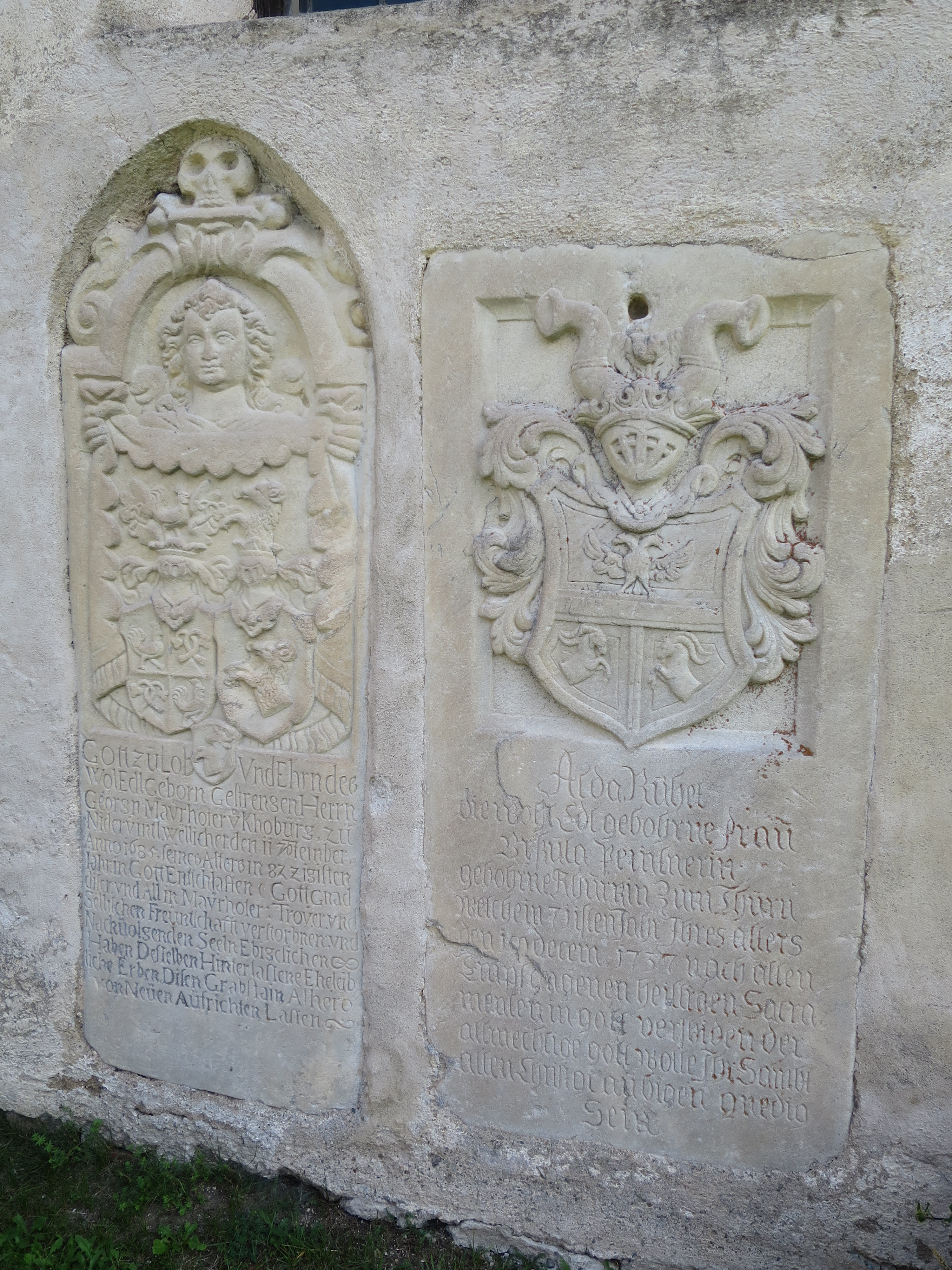
Grabsteine: vorne: Georg Mayrhofer von Koburg, hinten: Ursula Peintner(in), geb. von Kurz zu Thurn

Christian Peintner war vermählt mit Ursula Kurz zum Thurn († 1737), Tochter des Gregor Kurz zum Thurn und der Brigitta von Wenzel aus Niederdorf. Es sind folgende Kinder bekannt:
- Anton (* 1689; † 1763), Posthalter, Gerichtsanwalt und Zollverwalter in Niedervintl; ⚭ Maria Egger
- Rosina (* 1691, † 27. Juli 1767), ⚭ Johann Pirchner
- Barbara († 5. April 1765), Klarissin Ursula Maria in Hall
- Ursula († 14. Juli 1767); ⚭ Anton Grienpacher
- Susanna; ⚭ Michael Rogen
- Johanna Helene; ⚭ Benedikt Faber
- Katharina, Klarissin Maria Angelika in Brixen
- Elisabeth, Klarissin Maria Katharina in Hall
- Anna, Dominikanerin Maria Rosalia in Linz
- Maria; ⚭ Johann Prozer, Wirt in Sterzing